# 松山まみ
松山 まみ（まつやま まみ、1988年12月19日 - ）は、日本のグラビアアイドル、女優。青森県出身。

## 来歴
アヴィラ→プロマージュ→現在は所属事務所不明。
2002年、ファッション誌「セブンティーン」のモデルオーディションに最終候補者の1人に残る。
2003年、竹書房発行の『全国女子高生制服図鑑3』のモデルとして表紙を飾り、14歳で芸能界デビュー。同年11月、ファースト写真集「まみラシク歩イテク。」を発売。
2005年3月のセカンド写真集発売記念イベントから本格的に芸能活動を再開し、有名漫画誌、週刊誌などで次々とグラビアを飾るなど活躍する。『週刊ヤングサンデー』では何度も表紙に抜擢され、同年10月にはテレビ東京の特撮番組『超星艦隊セイザーX』のヒロインでもあるレミー・フリーデ役で連続ドラマデビューした。
2006年4月、日本テレビの土曜ドラマ『ギャルサー』ではメンバーの一人・シオリ役としてレギュラー出演、第6話では自らがメインとなる主役の回も放送された。週刊ヤングサンデーに連載の漫画『格闘美神 武龍』のイメージガールに選ばれた。

## 人物
- インドア派で、オフの日は家でごろごろするのが好き。もっぱらゲームをやったり、漫画を読んだりして過ごしている。
- 憧れの存在は安室奈美恵で、将来的には歌の仕事もやりたいと度々発言している[4]。
- 自分でも発言しているが、普段からマイペースで自由気ままに行動するところがある。
- デビュー当時、出演した番組『グラビアの美少女』では東北訛りのトークを行っていた。現在は上京からしばらく経ち、普段の喋り方は標準語になっている。
- 5人兄弟の末っ子。子供の頃はお転婆で、近所の年下の男の子を都合よく使いっ放しにしていたという。また田舎育ちゆえ、虫などを殆ど怖がらない。逆に取材で「今度はカブトムシの幼虫の揚げたやつを食べてみたいです」と発言するなど大胆な神経の持ち主。

## 出演

### テレビ
- 超星艦隊セイザーX（2005年10月 - 2006年6月、テレビ東京系） - レミー・フリーデ 役
- ギャルサー（2006年4月 - 6月、日本テレビ系） - エンゼル・ハート白組幹部・シオリ 役
- 翼の折れた天使たち 第2夜「サクラ」（2007年2月、フジテレビ系） - 遥の友達 役
- 砂時計（2007年3月 - 6月、TBS系） - 朝田りか 役
- 死ぬかと思った 第12話　「ペテン師」（2007年6月23日　日本テレビ系）錠前師・田辺和美　役
- ボディコンコップ（2007年12月2日　BS11系） - 天野ミカ 役
- グラビアの美少女（MONDO21）
- 恋空（2008年7月 - 8月　TBS系） - いずみ 役

### 映画
- 男前~日本一の画家になったる! （2005年、原作・総監督：山本集 / 監督・撮影：市川徹 / 製作・配給：さざ波） - 女子高生 役
- 四日間の奇蹟（2005年、監督：佐々部清 / 配給：東映） - ヒロイン 岩村真理子（石田ゆり子）の少女時代 役
- 劇場版 超星艦隊セイザーX 戦え!星の戦士たち （2006年、監督：大森一樹 / 配給：東宝） - ヒロイン レミー・フリーデ 役[2]
- 心霊写真奇譚　エピソード２　「見ている」（2006年　監督：山本清史／配給：フォーサイド・ドット・コム) - 主演　舞田 麻衣 役
- しんおん（2007年、監督：永野敏）- 主演 水無月 舞 役
- 映画 クロサギ（2008年、監督：石井康晴 / 配給：東宝）

### 舞台
恵比寿一丁目劇団
- 夢の中 〜そばに君がいたから〜（2005年3月11日 - 13日 旗揚げ公演・全5公演） - エツコ/セリカ 2役
- 夢の中 〜そして僕は君に出会う編〜（2006年3月17日 - 19日 第2回公演・全5公演） - エツコ/セリカ 2役

## 書籍

### 写真集
- まみラシク歩イテク。（2003年11月22日、竹書房、撮影：加納典譲）ISBN 978-4812414279
- 告白〜伝えたい思い〜（2005年3月3日、竹書房、撮影：くぼたあきひと）ISBN 978-4812420195
- 旅立ち〜雪が消えぬまに〜（2006年4月26日、ワニブックス、撮影：くぼたあきひと）ISBN 978-4847029318

## 作品

### ビデオ/DVD
- pure smile 松山まみ（2003年、竹書房）
- C-Girls Vol.4 (2003年、イーネット・フロンティア）
- PROFILE～若葉 U-15 松山まみ（2004年、ゼロコーポレーション）
- 松山まみ デートしようよ（2005年、ポニーキャニオン）
- TIME CAPSULE（2005年、ビクターエンタテインメント）
- 恋のはじまり（2006年、ラインコミュニケーションズ）
- まみ17歳。Jump!Jump!Jump!（2006年、ラインコミュニケーションズ）
- ちょっぴり、お・と・な。（2006年、GPミュージアムソフト）
- Angel Kiss〜マン・まみ〜や〜（2006年、GPミュージアムソフト）
- パラレルワールド（2007年、リバプール）
- ダイアルM（2007年、フォーサイド・ドット・コム）
- MaMiMaX（2007年4月28日、テクニカルスタッフ）